# Enicospilus woldai
Enicospilus woldai är en stekelart som beskrevs av Ian D. Gauld 1988. Enicospilus woldai ingår i släktet Enicospilus och familjen brokparasitsteklar. Inga underarter finns listade i Catalogue of Life.